# Едвин Ифеани
Едвин Ифеани (28. април 1972) бивши је камерунски фудбалер.

## Репрезентација
За репрезентацију Камеруна дебитовао је 1992. године. За национални тим одиграо је 2 утакмице.